# John Reilly (Künstler)
John Reilly (* 8. Juni 1939 in Jersey City; † 28. Juli 2013 in Palm Beach Gardens) war ein US-amerikanischer Dokumentarfilmer.

## Leben und Werk
John Leo Reilly wurde 1939 in Jersey City in New Jersey geboren. Als Student an der Seton Hall University erarbeitete er ein Radioprogramm über  avantgardistisches Theater, drehte Experimentalfilme und erhielt den Bachelor. Reilley absolvierte ein Postgraduales Studium und erlangte den Master an der New York University.
1969 gründete John Reilly zusammen mit Rudi Stern und einigen anderen Kollegen Global Village Media, ein Zentrum für experimentelles Video und Performance in Manhattan. Abbie Hoffman, Jerry Rubin und Timothy Leary gehörten zu den regelmäßigen Zuschauern. 
Reilly produzierte mehrere Videofilme. The Irish Tapes (1971 bis 1974 in Zusammenarbeit mit Stefan Moore) und Waiting for Beckett (1973) fanden die größte Beachtung.
The Irish Tapes ist eine Dokumentation, die in Zusammenarbeit mit Global Village Media entstanden ist und zum Teil von John Lennon und Yoko Ono finanziert wurde. Der Film wurde aus über hundert Stunden Dokumentarmaterial und Interviews geschnitten, die zwischen 1971 und 1973 in Nordirland aufgenommen worden waren. Neu war die Unmittelbarkeit und Subjektivität, die durch die tragbare Portapak Kamera ermöglicht wurde und  mit der der Zuschauer konfrontiert wurde. Gezeigt wurde The Irish Tapes unter anderem 1977 auf der documenta 6 in Kassel.
Waiting for Beckett ist die bekannteste Dokumentation von John Reilly. Sie zeigt Samuel Beckett während er eines seiner eigenen Stücke auf Video anschaut und Vorschläge macht, wie das Stück verbessert werden könnte.